# Сандерс (Кентаки)
Сандерс (енгл. Sanders) град је у америчкој савезној држави Кентаки.

## Демографија
По попису из 2010. године број становника је 238, што је 8 (-3,3%) становника мање него 2000. године.
| Група             | 2000.       | 2010.       |
| Белци             | 240 (97,6%) | 226 (95,0%) |
| Афроамериканци    | 6 (2,4%)    | 7 (2,9%)    |
| Азијати           | 0 (0,0%)    | 0 (0,0%)    |
| Хиспаноамериканци | 0 (0,0%)    | 3 (1,3%)    |
| Укупно            | 246         | 238         |